# Verna Felton
Verna Felton (ur. 20 lipca 1890, zm. 14 grudnia 1966) – amerykańska aktorka filmowa, telewizyjna i głosowa.

## Filmografia

### Seriale
- 1950: The Jack Benny Program jako pani Day
- 1954: December Bride jako Hilda Crocker
- 1959: Dennis the Menace jako ciocia Emma
- 1960: Pete and Gladys jako Hilda Crocker

### Filmy
- 1939: Joe and Ethel Turp Call on the President jako sąsiadka
- 1950: Jim Ringo jako pani August Pennyfeather
- 1952: Proszę nie pukać jako pani Emma Ballew
- 1957: The Oklahoman jako pani Waynebrooke
- 1960: Guns of the Timberland jako ciotka Sarah

### Głosy
- 1941: Dumbo jako przywódczyni słoni
- 1951: Alicja w Krainie Czarów jako Królowa Kier
- 1955: Zakochany kundel jako ciocia Sara
- 1959: Śpiąca królewna jako Flora / królowa Lea
- 1965: Księga dżungli jako Winifreda

## Nagrody i nominacje
Została dwukrotnie nominowana do nagrody Emmy, a także posiada swoją gwiazdę na Hollywoodzkiej Alei Gwiazd.